# Province ecclésiastique de Rome

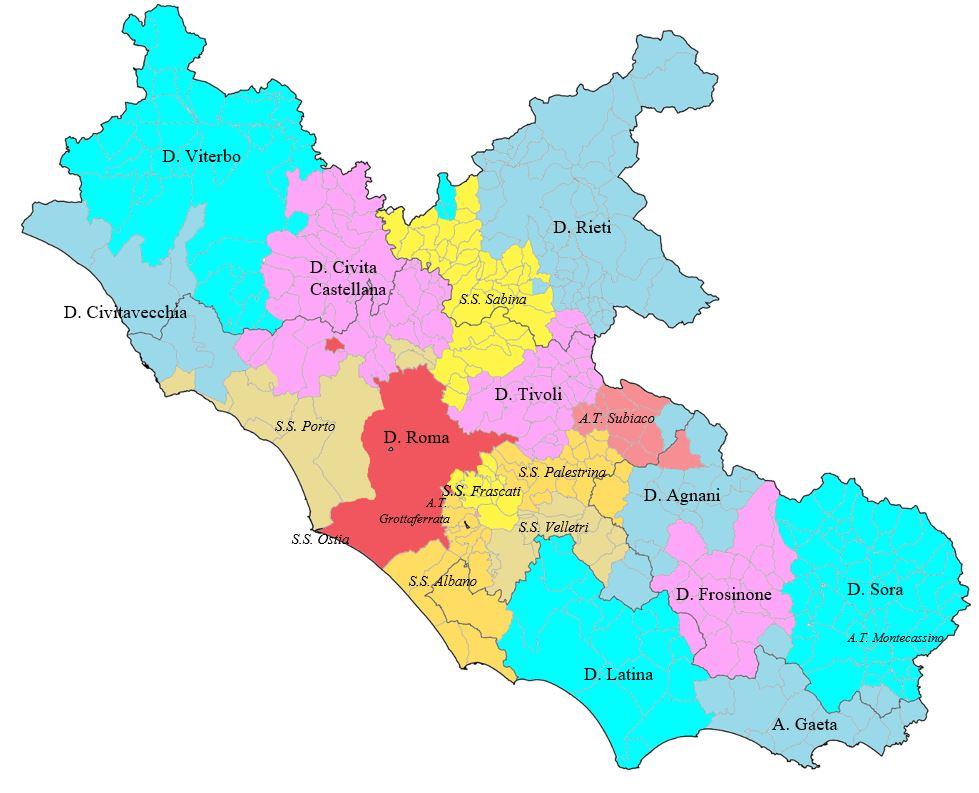
La Province ecclésiastique de Rome (en rouge et orange) au sein de la région ecclésiastique du Latium.

La province ecclésiastique de Rome (en latin : provincia ecclesistica Romana) est une des quarante-deux provinces ecclésiastiques de l'Église catholique en Italie.

## Étendue et caractéristiques
Elle comprend le diocèse de Rome, archidiocèse métropolitain, et de ses suffragants : les sept diocèses suburbicaires d'Albano, Frascati, Ostie, Palestrina, Porto-Santa Rufina, Sabina-Poggio Mirteto (-Farfa) et Velletri–Segni.
La province fait partie de la région ecclésiastique du Latium.
La principale particularité de la province est que l'archevêque métropolitain n'est autre que le pape lui-même. Il est assisté, dans cette charge, par le Vicaire Général de Sa Sainteté pour la cité de Rome et la Province.